# Alexander Henry (armeiro)
Alexander Henry (04 de junho de 1818 Leith, Edimburgo, Escócia — 27 de janeiro de 1894 Edimburgo, Escócia, foi um fabricante escocês de armas, baseado em Edimburgo, e criador do estriamento e do cano "Henry" usados no fuzil Martini–Henry.